# اشبروک
اشبروک ممکن است به یکی از موارد زیر اشاره داشته باشد:
- دانا اشبروک
- دافنه اشبروک